# Resistência não violenta

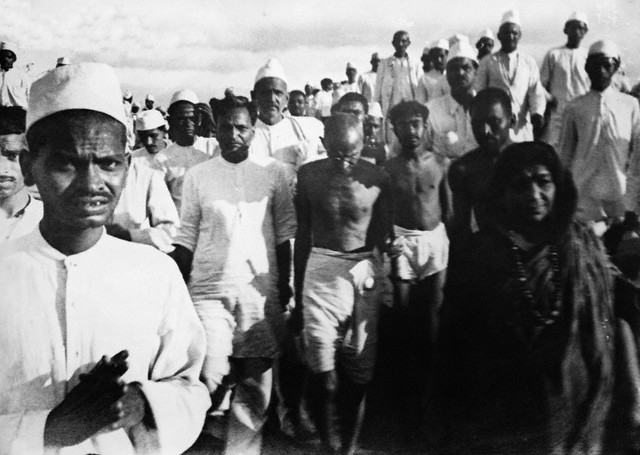
A Marcha do Sal de Mahatma Gandhi em 1930.

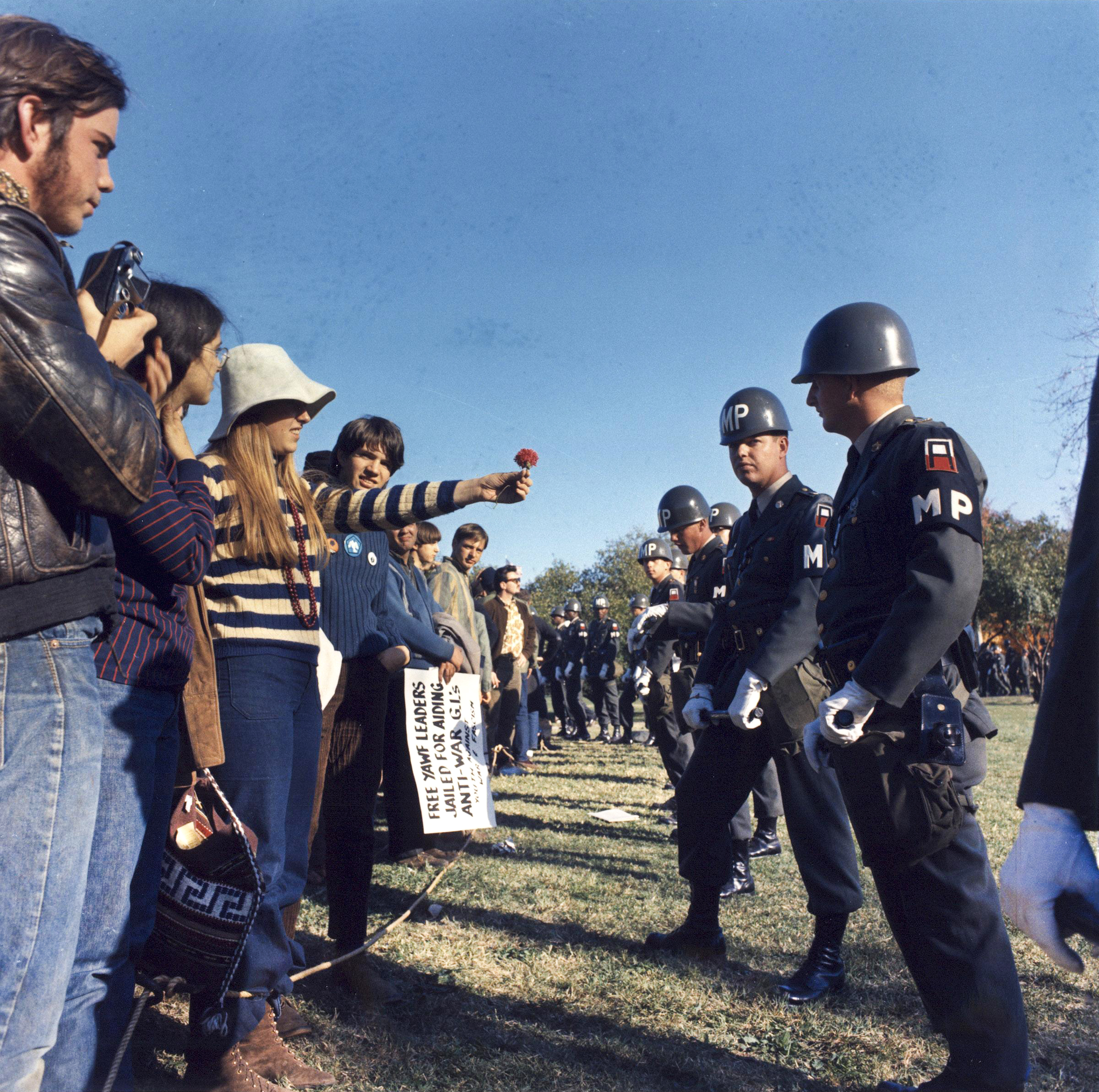
Uma manifestação pacífica por jovens americanos contra a Guerra do Vietnã, em 1967.

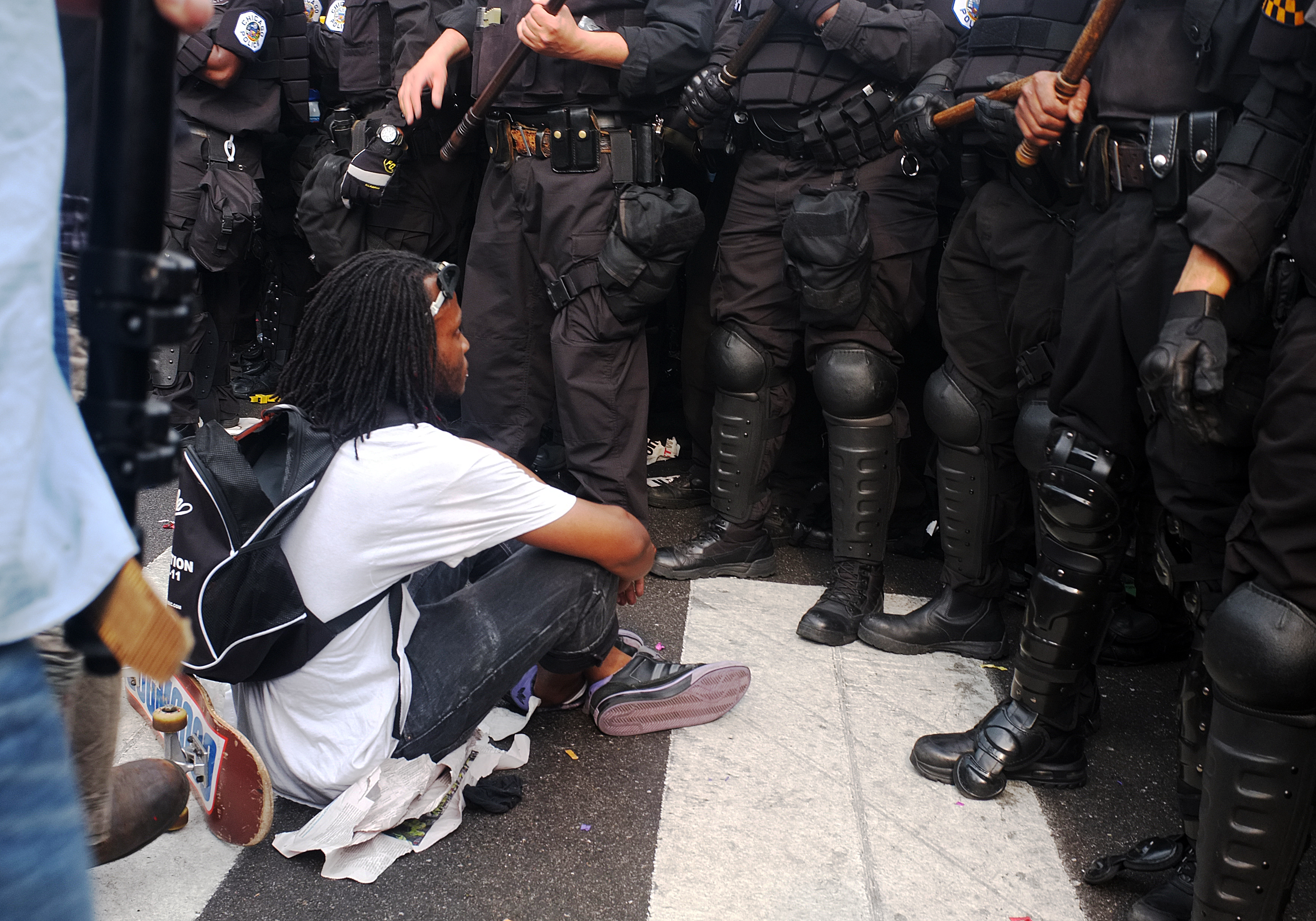
Um homem de Chicago senta na frente de uma barreira policial em um protesto contra a OTAN, em 2012

Resistência não violenta (ou ação não violenta) é a prática de exercer uma força para atingir uma meta sociopolítica através de um protesto simbólico, de não cooperação econômica ou política, desobediência civil e outros métodos, sem o uso da violência.
A Resistência Passiva é uma variedade de resistência não violenta, e é um termo usado às vezes de forma imprecisa como sinônimo da mesma. Isto implica a resistência por inércia ou de conformidade não enérgica, como oposição por resistência por atividade de antagonismo.
Satyagraha é o nome indiano atribuído ao método de resistência não violenta desenvolvido por Mahatma Gandhi, que levou à Independência da Índia. Modelos ocidentais influenciaram o método de Gandhi, podendo nomear-se o ensaio sobre a desobediência civil de David Thoreau, um opositor da escravatura nos EUA.
Satyagraha consubstancia-se em valores éticos, significando "satya" amor e firmeza e "agraha" a força que dali advém (Arp S., 2011). É um método ativo, não se confundindo com a resistência passiva. Contudo, não deveria causar sofrimento ao adversário. Satyagraha, método de não violência desenvolvido por Gandhi é «uma arma inestimável e incomparável de que dispõem apenas aqueles que não têm medo, seja das suas posses, da falsa honra, da família, do governo, de danos corporais ou da morte» (id., p. 42). Seu método e modelo de conduta, carismático, influenciou as campanhas de não violência na luta dos direitos civis nos EUA, tendo Martin Luther King Jr. estudado o método de Gandhi.
Como outras estratégias de mudança social, ações de não violência podem surgir de diversos modos e graus. Podem incluir, por exemplo, uma variedade de formas como a guerra de informações, protesto artístico, lóbi, resistência a impostos, boicotes ou sanções, combate legal/diplomático, sabotagem de materiais e equipamentos, etc.
Alguns especialistas em não violência discutem que muitos movimentos adotaram métodos de ação não violenta pragmáticos como uma maneira eficaz conseguir objetivos sociais ou políticos, distinguindo os métodos da ação não violenta daqueles de estância moral da não violência ou dos outros de não dano.

## Lista das organizações atuais e recentes da resistência não violenta
- Mjaft (Albânia)
- Kifaya (Egito)
- Kmara (Geórgia)
- Otpor (Sérvia)
- Parihaka (Nova Zelândia)
- Pora (Ucrânia)
- Zubr (Bielorrússia)
- Gandhi (Índia)
- Khudai Khidmatgar (Índia)
- Frente de libertação Jammu Kashmir (Yasin Malik) (Caxemira)
- Southern Christian Leadership Conference (Estados Unidos da América)
- Andrés Manuel López Obrador (México)
- Projeto: não violência (Brasil)

## História da resistência não violenta
Um dos mais antigos incidentes de resistência não violenta conhecido da história está nos trabalhos de Flavius Josephus, que relata em "The Wars of the Jews" (As guerras dos Judeus) e "Antiquities of the Jews" (Antiguidade Judia, livro 18, cap. 3) como os Judeus demostraram em Cesareia na tentativa de convencer Pilatos a não pendurarem símbolos Romanos, com imagens do imperador e a águia de Júpiter, em Jerusalém (ambas as imagens eram consideradas idólatras por Judeus). Pilatos cercou os protestantes judeus com soldados e ameaçou matá-los. Eles responderam que eles prefeririam morrer a ver as leis da Torá violadas. Esse protesto teve sucesso ao atingir sua meta.
Capítulo 24 do livro de Alma, no livro dos Mórmons, contém a história do povo de Anti-Nephi-Lehi, que repudiava a idolatria e violência. De acordo com o Livro dos Mórmons, entre 90 a.C. e 77 a.C., o povo de Anti-Nephi-Lehi se deixaram ser massacrados por seus atacantes não realizando a violência nem mesmo para autodefesa. De acordo à história, muitos dos atacados foram motivados fortemente pelo exemplo dos povo pacíficos que desistiram de armas e se tornaram pacifistas.
Antes da Guerra da Independência, começam-se as batalhas de Lexington e Concord, A revolução Americana era de forma geral não violenta. Houve poucas instância de violência contra pessoas (e.g. O Massacre de Boston) e contra a propriedade (e.g. A festa do chá de Boston), mas na maior parte, as ações revolucionarias durante os dez primeiros anos (de 1765 até meados de 1775) da revolução incluem:
- Resistência a impostos.
- Boicote das importações Britânicas.
- Organização de Comitês de Correspondência.
- Petições ao Rei e a o Parlamento.
- Publicação de Panfletos e Jornais.

### No século XIX em Trindade
Trindade, nas Índias Ocidentais, foi um local de sucesso dos protestos e resistência não violenta que aceleraram a libertação dos escravos dali. O Reino Unido, quando o poder colonial em Trindade, anunciou em 1833 o impedimento da libertação total dos escravos em 1840. No que as autoridades esperavam os escravos permanecerem in situ nas plantações para trabalharem como "aprendizes" pelos próximos seis anos.
Em 1 de Agosto de 1834, endereçada pelo Governador à Casa do Governo sobre novas leis, um grupo desarmado de velhos negros começaram a cantar: Pas de six ans. Point de six ans ("Não para o seis anos. Não para o seis anos"), ensurdecendo a voz do Governador. Protestos Pacíficos continuaram até a passagem de uma resolução para abolir aprendizado e o arquivamento de fato liberdade. As autoridades finalmente legalmente concederam a completa emancipação para todos - antes do que foi marcado - em 1º de agosto de 1838.

### Na Índia colonial
A resistência não violenta na Índia colonial e sinônimo da história do movimento de Não Cooperação é de Mahatma Gandhi. Além de render a Independência, a não violência de Gandhi também ajudou a melhorar o status dos Intocáveis na sociedade e religião Indiana. Nos conflitos que asseguraram a Independência e Divisão, Gandhi é responsabilizado por manter Calcutá e toda a fronteira ocidental da Índia em paz. O Khudai Khidmatgar, líder do Khan Abdul Ghaffar Khan, liderou um movimento paralelo de não violência contra os Britânicos na fronteira noroeste da província.

### Comunismo na Polônia
ver em: Waldemar Frydrych (Orange Alternative), Solidarność

### Nos Estados Unidos da América
ver em: Movimento dos direitos civis dos negros nos Estados Unidos
A teoria da resistência não violenta nos Estados Unidos originalmente começou com o ensaio "Civil Disobedience" (Desobediência Civil), de Henry David Thoreau. Em 1845, Thoreau recusou pagar seus impostos como um protesto contra a Guerra Mexicana. Este ensaio de Thoreau influenciou pesadamente a revolta hippie nos idos da década de 1960.

### Na segregação na África do Sul
O ANC e os grupos anti-apartheid aliaram-se e realizaram inicialmente a resistência não violenta de encontro aos pró-segregação e defensores do apartheid dentro dos governo da África do Sul, veja em: Campanha do Desafio. Entretanto, eventos tais como o massacre de Sharpeville em (21 de março de 1960). Levou os ativistas da ANC conduzidos por Nelson Mandela a acreditar na necessidade de um movimento de resistência violento (ou armado). Mandela fundou o Umkhonto we Sizwe (a lança da nação). Realizou inicialmente atos de sabotagem mas expandiu-os mais tarde para uma guerra de guerrilha de encontro às forças de segurança da África do sul, incluindo o uso de carros-bombas. O Pan Africanist Congress (PAC) (Congresso PAN-Africano) e outros grupos realizaram atos violentos contra o governo.
A South African Truth and Reconciliation Commission (Comissão em pro da Verdade reconciliação da África do Sul) acusou todos os grupos anti-apartheid da matança de civils em atos violentos. A ala armada do PAC foi acusado de deliberadamente matar cidadãos brancos e pretos que cooperaram com o governo. O governo do Apartheid considerou todos os atos violentos anti-apartheid como atos de terrorismo.
ver também: Nelson Mandela e Steve Biko

### Em Israel e nos Territórios Palestinos
Enquanto os Palestinos frequentemente usam estilingues, ações armadas e homens-bombas contra Israel, incluindo ataques a alvos civis, os métodos de não violência também foram usados. Os grupos palestinos trabalham com cidadãos estrangeiros para organizar o monitoramento das atividade militares de Israel na Cisjordânia e Faixa de Gaza. A mais conhecida dessas atividades é talvez o movimento Internacional de Solidariedade. Campos de Paz e resistência não violenta contra a construção de colônias de Israelitas e de barreiras na Cisjordânia têm também sido consistentemente adotadas como táticas pelos Palestinos. Os cidadãos das vilas palestinas de Beit Sahour também se engajaram em oposição aos impostos durante a Primeira Intifada.
Ver também: Mubarak Awad
Em Israel, protestos contra o plano de 2004 - o desengajamento unilateral de Israel usou a resistência não violenta contra a ameaça de evacuação dos posseiros Judeus da Faixa de Gaza e alguns assentamentos na Cisjordânia. Em 16 de Maio de 2005, protestantes bloquearam muitos cruzamentos às 17 horas, criando um maciço congestionamento do trânsito que atrasou todo o pais. Embora a polícia tivesse sido notificada antes da ação, eles tiveram muita dificuldade em abrir os cruzamentos para os veículos, eventualmente prenderam cerca de 400 protestantes, muitos deles jovens. Organizadores do protesto consideraram esta ação somente para abertura a protestos maiores em planeamento, quando as autoridades de Israel impediram a entrada na Faixa de Gaza como preparação da sua libertação. No evento, a desobediência civil em Israel não ocorreu propriamente em grande escala, embora alguns colonos e seus colaboradores tivessem resistido à evacuação, sem usar de violência.
Ver também: Moshe Feiglin

### Na Dinamarca durante a segunda guerra mundial
Quando a Wehrmacht invadiu a Dinamarca em 1940, Os dinamarqueses logo perceberam que o confronto militar mudaria pouco a situação a não ser o número de dinamarqueses sobreviventes. O governo dinamarquês portanto adotou uma política oficial de cooperação (e não oficialmente de obstrução) que eles chamaram de "negociação sob protesto."
Na frente industrial, trabalhadores dinamarqueses atrasaram sutilmente toda a produção que alimentaria a maquina de guerra alemã, às vezes com um perfeita paralisação da mesma. Na frente cultural, os dinamarqueses engajaram se em um desafio simbólico com a organização de celebrações em massa de sua história e tradições.
Na frente legislativa, o governo dinamarquês insistiu que desde que eles oficialmente cooperaram com a Alemanha, eles tinham o direito de negociar com os a Alemanha, e então produziram difíceis situações burocráticas que bloquearam as ordens da Alemanha sem ter que se recusar a obedecê-las. As autoridades dinamarquesas também provaram se convenientemente ser ineptas em controlar a impressa de resistência dinamarquesa, que em determinado tempo atingiu o número de circulação equivalente a inteira população adulta da Dinamarca.
O governo Dinamarquês deu também incentivo (e mesmo o auxílio secreto) aos grupos de resistência envolvidos na sabotagem da maquinaria e as linhas de trem necessitaram para extrair os recursos dinamarqueses ou fornecê-los ao Wehrmacht. Alguns podem discutir que a classificação deste tipo da resistência como o “não violenta”, mas é um ponto forte a se ponderar que na teoria da não violência conservar a vida destruindo o material inanimado que está a ponto de ser usado para destruir a vida humana.
Mesmo após a dissolução oficial de seu governo, os dinamarqueses continuavam a obstruir os objetivos alemães sem recorrer ao derramamento de sangue. Grupos subterrâneos contrabandearam cerca de 7000 até 8000 Judeus da Dinamarca temporariamente para a Suíça, com grande risco pessoal. Os trabalhadores (e mesmo cidades inteiras como Copenhague) formaram greves em massa, se recusando à trabalhar para o benefício dos ocupantes nos termos dos ocupantes. Depois que uma resposta inicial de repressão, os alemães preocupados com a guerra abandonaram os esforços de contra-ataque.
A resistência dinamarquesa contra os Nazistas provou ser bastante efetiva, mas levantou questões sobre a eficácia da não violência. Os dinamarqueses perderam poucas vidas, enquanto permitiram e drenaram os seus ocupantes estrangeiros. Mas algumas pessoas se perguntam se a estratégia dos dinamarqueses não poderia falhar totalmente se aplicada em outro países ocupados pelos Alemães e onde as forças Alemãs governaram através do puro terror.
É quase certo que isto provou ser um estratégia mais dolorosa para os dinamarqueses em tais circunstanciais (como no caso da resistência não violenta contra o apartheid na África do Sul que teve um sucesso agonizante), mas como no caso da solução de Gandhi uma total rendição do globo aos Nazistas seguindo-se da perfeita não cooperação global com eles, muitas questões sobre a eficácia permanece no reinos das hipóteses.
E devido à natureza descentralizada e variada da advocacia pela não violência, perguntas sobre a compatibilidade possível com resistência violenta, ou mesmo sobre definições mais precisas “das táticas de não violência” não têm nenhuma resposta categórica.

### Na Alemanha durante a segunda guerra mundial
.
Mesmo em Berlim, a capital do Terceiro Reich, resistência não violenta era usada efetivamente para salvar as vidas dos judeus. Em 1943, Frau Israel e outras mulheres não judias ("Arianas") protestaram contra a deportação de seus maridos judeus para Auschwitz. As mulheres estavam em perigo real de serem massacradas. Em um momento, os inspetores da SS colocaram metralhadoras na rua Rosa (Alemanha) onde o protesto foi detido. No fim, entretanto, as deportações foram enceradas, e alguns homens voltaram de Auschwitz com seus números tatuados em seus braços. Os Nazistas planejavam eliminar ambos os homens Judeus e suas esposas não judias após o fim da guerra, mas isto foi impedido pela vitória dos aliados.
O grupo de estudantes da Rosa branca, incluindo Sophie Scholl, distribuíram panfletos encorajando os alemães a deter Hitler.
A Confissão na igreja (Bekennende Kirche) foi um movimento cristão de resistência ao movimento Nazista alemão.

### Na Noruega durante a segunda guerra mundial
Os professores da Noruega, apesar do grande sofrimento, evitaram com sucesso a nazificação do sistema educacional da Noruega tentada pela líder da alta sociedade colaboracionista Vidkun Quisling.

### No mandato Britânico na Palestina
Durante os anos de 1936 até 1947, as autoridades britânicas restringiram duramente a migração de judeus para a Palestina. A resistência Judia de uma minoria foi violenta, mas na maioria dos casos consistiu do ocultar refugiados na terra, evadindo o bloqueio britânico. O incidente mais famoso de tal resistência era a viagem do Exodus 1947. A resistência não violenta dos refugiados Judeus atraiu a opinião publica do mundo tanto que uma maioria das nações unidas votou pouco depois para estabelecer um estado Judeu na Palestina. No ano seguinte, em 1948, ela se tornou a nação de Israel.

### Os fazendeiros de Larzac (França)
Em 1971, o governo Francês anunciou a sua intenção de expandir o campo militar no plato de Larzac, um área árida ao sul da França onde se dizia "quase ninguém vive". O fazendeiros locais discordaram fortemente deste argumento e, inspirados pelo exemplo de Lanza del Vasto (um filosofo e seguidor de Mahatma Gandhi que manteve uma greve de fome por duas semanas pela causa), eles embarcaram na campanha da resistência não violenta.
Em 1972 a greve dos fazendeiros atraiu a cobertura da mídia internacional quando eles trouxeram 60 ovelhas para pastar a grama embaixo da Torre Eiffel em Paris. Este ato tornou a causa famosa entre muita gente, dos ecologistas aos críticos conscientes, e em 1973 100.000 pessoas atendendo a um demonstração em Paris deram suporte aos fazendeiros de Larzac.
A luta durou até 1981, quando o recém-eleito presidente francês socialista François Mitterrand abandonou o projeto.
Agora em vez de um campo militar eles tem o Viaduto Millau e a Auto-estrada A75.
- Ver também José Bové

### Contra a armas Nucleares
ver também Mutlangen, Comitê pela ação não violenta

### No pacifico
- Os Moriori foram descendentes do povo da Nova Zelândia Māori que colonizaram as ilhas Chatham. Entretanto as Chathams provaram ser demasiadamente inóspita para a tecnologia dos Māori e os Moriori ficaram presos a coleta de caça na terra. A falta de recursos e escassa população tornou qualquer tipo de guerra insustentável. Disputas eram resolvida sem violência ou com rituais luta mano-a-mano. Quando no século XIX, os Māoris da Nova Zelândia fretaram um navio para invadir as Chathams, os Moriori tentaram aplicar seus tradicionais métodos de resolução, mas os Māori foram escravizados e canibalizados.
- De 1870 até 1890s, as vilas de Māori Parihaka foram submetidos a apreensão ilegal das suas terras pela administração da Nova Zelândia. Os seguidores do profeta Te Whiti o Rongomai fizeram protestos de não violência, arando e cultivando terras de propriedade dos colonos.
- O Movimento Mau era o nome do movimento popular de não violência para a independência do governo colonial no começo do século XX. Este foi o movimento de menor sucesso na Samoa Americana.

### No Oriente Médio
- Egito - Kifaya, Partido Amanhã

### Na Índia
- Frente de Libertação Jammu Kashmir (Yasin Malik)

### Na China
A escola filosófica Mohista desaprova a guerra.
Entretanto, desde que eles viveram em um tempo de políticas antagônicas, ele dominaram a ciência das fortificações.
Fazendo as invasões infrutíferas, com a esperança de desencorajar a guerra.
Durante o Protesto na praça Tiananmen de 1989, um homem desconhecido ficou famoso por ser fotografado se colocando no caminhos dos tanques reunidos para realizar um assalto do governo contra os protestantes. Rumores não confirmados dizem que o homem foi executado mais tarde pelo governo chinês.

### Na Tchecoslováquia
Na invasão soviética de 1968 na Tchecoslováquia, os cidadãos Tchecoslovacos responderam ao ataque dos estrangeiros com resistência passiva. As tropas russas ficaram frustradas quando os sinais das ruas foram pintados, seu suprimento de água misteriosamente sumiu, e prédios decorados com flores, bandeiras, e refrões como, "Um elefante não pode esmagar um ouriço."

### Na Irlanda
, The Troubles
Durante a guerra de independência da Irlanda, 1919-1921 e os recentes Troubles na Irlanda do Norte, nacionalistas usaram muitos dos meios da não violência para resistir ao governo britânico. Entre eles estão o abstencionismo no parlamento Britânico, definir um governo local, boicote à impostos, definir um sistema de corte local e uma força policial local. Entretanto, a eficiência destes atos é contestável desde que eles ocorreram em também com a resistência violenta. Na Irlanda do Norte, seis meses após o movimento dos diretos civis ter começado com um espantoso sucesso, erupções de violência deixaram questões em aberto de o que poderia ter sido atingido se estritamente se usa-se de meios não violentos.

### EmSingapura
- Chee Soon Juan, Partido Democrático de Singapura

## No Brasil
Há diversas ações ao longo do século XIX que poderiam ser classificadas como resistência não violenta no Brasil, muitas delas relacionadas ao abolicionismo, com especial atenção à atuação do rábula Luís Gama. No entanto, as primeiras ações que se auto declararam não violentas ocorreram na segunda metade do século XX e estão ligadas à grupos progressistas vinculados à Igreja Católica e à Teologia da Libertação.
A Greve dos Queixadas, que durou de 1962 até 1969, é uma das mais importantes ações não violentas realizadas no país. O conceito passou a ser conscientemente utilizado após uma visita do casal de ativistas Goss-Mayr em 1962 que lhes apresentou o conceito da "não-violência ativa". O advogado desta causa, Mário Carvalho de Jesus, leigo católico, formou o Secretariado Nacional da Não violência e durante os anos 1970 foi importante divulgador da ideia para sindicatos e CEBs, quando preferiram utilizar o termo "Firmeza Permanente", uma livre tradução do sânscrito satyagraha.
Outro importante ativista da não violência foi o pe. Frédy Kunz que havia conhecido a não violência nos campos de concentração da Áustria durante a 2ª Guerra Mundial. Nos anos 1960, na França, fez um voto de pobreza na casa de um discípulo de Gandhi, Lanza Del Vasto. Por conta da Teologia da Libertação veio para a América Latina e passou a morar na Zona Rural de Crateús, uma das regiões mais afligidas pela seca no nordeste. Por lá organizou campanhas de acolhida aos retirantes com um caráter não violento. Nos anos 80 e 90 também morou em uma favela de Santo André, no ABC Paulista e também nas ruas da capital do estado e organizou o Instituto do Servo Sofredor.
Um outro padre francês, também missionário, foi importante teólogo da não violência evangélica e colaborador do dr. Mário Carvalho de Jesus. Pe Domingos Barbé teve uma forte atuação com a luta pelos direitos humanos nas favelas de Osasco e escreveu uma série de documentos que explicavam as fundamentações evangélicas da não violência e seu alinhamento com a Teologia da Libertação e as CEBs.
Dom Hélder Câmara, arcebispo de Olinda, foi talvez um dos mais importantes nomes da não violência do Brasil. Ajudou a denunciar mundialmente as instituições militares pelos seus crimes contra os Direitos Humanos, além de ajudar à igreja brasileira a se realinhar para resistir às atrocidades da ditadura. Um prêmio da paz alternativo foi criado quando intelectuais desconfiaram que ele não havia sido agraciado com o prêmio Nobel por interferência do governo militar brasileiro.
Dom Paulo Evaristo Arns é outro nome importante da não violência ativa no Brasil. Deu suporte a diversos grupos que atuavam na denúncia de torturas e na produção do documento Brasil: Nunca Mais. Em sua diocese, Dom Angélico Sândalo Bernardino teve importante atuação com a metodologia da não violência na Zona Leste de São Paulo.
No sul do país também houve importantes contribuições de pastores presbiterianos, tal como Jaime Wright, que entre outras coisa, participou ativamente na produção do documento Brasil: Nunca Mais.
Houve também nomes importantes que ao escreverem sobre a não violência, ajudaram a divulgar tais ideais. Entre eles há o prof. Hermógenes e o escritor Alceu Amoroso Lima.
Um outro caso importante de resistência não violenta é a objeção de consciência ao serviço militar, levadas à termo principalmente por Testemunhas de Jeová e outras religiões cristãs. A principal fundamentação de tal objeção é uma leitura rigorosa do Sermão da Montanha. Eles se recusavam inclusive aos serviços alternativos, tais como limpeza dos quartéis, etc. Tal atitude provocou mudanças na lei, sendo permitido em tese que objetores de consciência ligados a alguma religião ou organização não violenta sejam alistados por outros ministérios que não o da guerra, como tais ministérios não fazem alistamento, atualmente os objetores de consciência são automaticamente dispensados.
A partir dos anos 1980 outros grupos ligados à não violência começaram a atuar no país. O Movimento Humanista através de sua organização A Comunidade pelo Desenvolvimento Humano realizou uma série de conferências no MASP durante os anos 1980 e durante a fase da abertura política concorreu às eleições com o Partido Humanista: o partido da não violência.
Durante a década da paz promovido pela ONU, de 1999 a 2009, o Instituto Palas Athena esteve à frente do Comitê pela Cultura de Paz e promoveu uma série de conferências sobre o tema da não violência em São Paulo.
Na região sul do pais há também alguns projetos: Projeto Não Violência em Curitiba e Projeto pela Paz e Não Violência em Porto Alegre, Londrina e em outras cidades.